# محادثات مع غوته

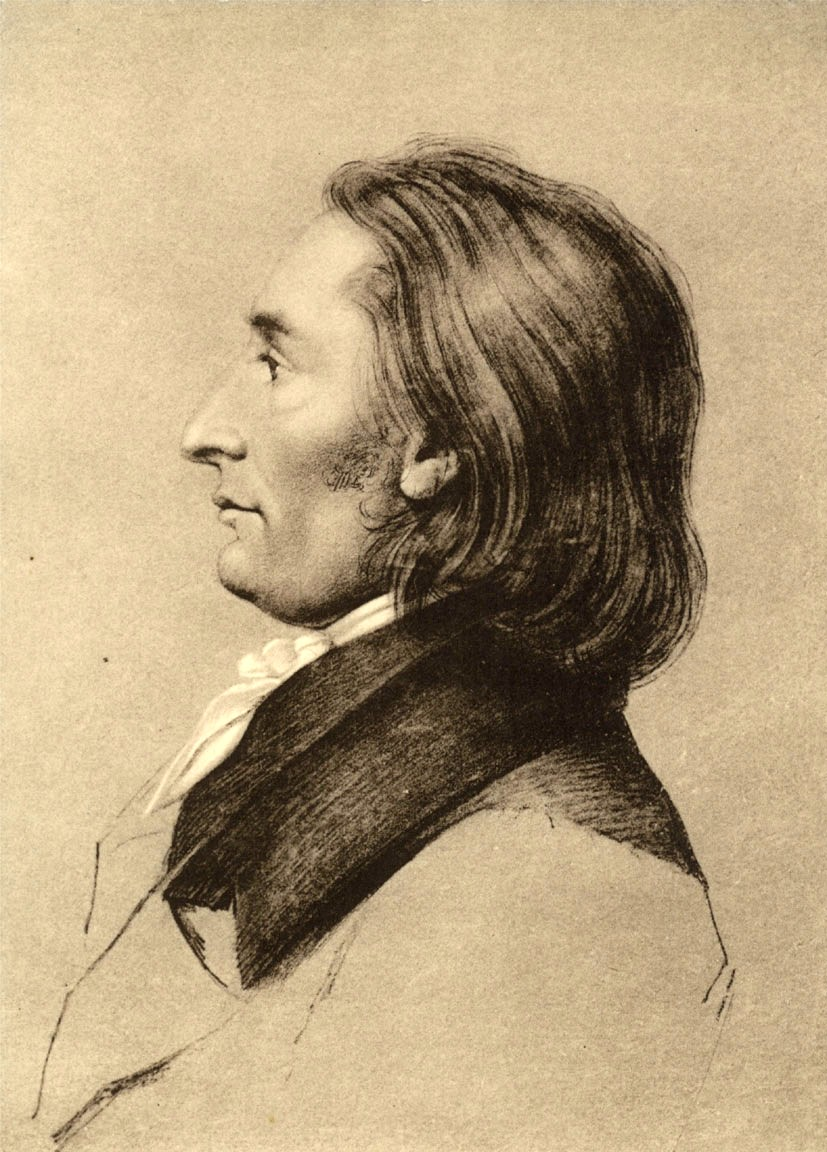
يوهان بيتر إيكرمان (1792-1854)

محادثات مع جوته (بالألمانية: Gespräche mit Goethe) كتاب من تأليف الشاعر الألماني يوهان بيتر إيكرمان، يطرح فيه محادثاته مع الأديب الألماني يوهان فولفغانغ فون غوته في سنوات حياته التسع الأخيرة حيث عمل لدى جوته كالأمين الخاص به. نُشر للمرة الأولى في العام 1836 ومن ثم قام المؤلف بإضافة كبيرة إلى الكتاب نُشرت في 1848. نشر المؤلف الكتاب في فترة بدأت شعبية جوته بالتناقص، لذا لم يلقَ استقبالاً جيداً في البداية وحقق مبيعات سيئة في ألمانيا، ولكن سرعان ما أصبح الكتاب ذو شعبية تخطت الحدود الألمانية، ولعب الكتاب دوراً مهما في إحياء الاهتمام والتقدير لأعمال جوته في وقت لاحق.

## وصلات خارجية
| - محادثات مع جوته، على كتب جوجل. - محادثات مع جوته، على أرشيف الإنترنت. - محادثات مع جوته، على موقع أمازون. | - محادثات مع جوته، على الفهرس العالمي. - محادثات مع جوته، على جود ريدز. - محادثات مع جوته، على مكتبة جامعة هارفارد. |  |